# 인도네시아의 기후

쾨펜의 기후 구분에 의거하여 설정되어 있는 인도네시아의 지도이다. 상당수가 열대 우림 기후에 속하고 있는 이점을 가지고 있다.

인도네시아의 기후는 대부분 지역이 아열대이다. 인도네시아 지역의 81%를 차지하는 일정하게 온난한 물들은 대륙의 온도가 일정하게 유지하는데 도움을 주며, 해안 평야의 평균 기온은 28 °C, 대륙 및 산지는 평균 26 °C, 고산지대는 23 °C이다. 온도는 계절별로 다양하며 인도네시아는 계절별로 일광 시간의 길이에 상대적인 변화가 있다. 한 해의 가장 긴 날과 가장 짧은 날 간의 차이는 4~8분 정도밖에 차이가 나지 않는다. 이로써 연중 내내 경작을 가능케 한다.
섬들이 적도(赤道) 상하에 산재하고 있다는 사실과 몬순(monsoon)의 영향으로 좌우된다. 기온은 일년 내내 높으며 기온차이는 별로 없다. 1년은 몬순으로 우기(雨期)와 건조기로 나뉜다.

## 같이 보기
- 인도네시아의 지리